# Louis Gouget
Pour les articles homonymes, voir Gouget.
Louis Gouget, né le 11 janvier 1877 à Thury-Harcourt et mort pour la France le 7 juin 1915 à Villejuif, est un avocat et auteur français d'expression normande. 
Il a épousé Coutance Germaine le 24 avril 1907 à Bretteville-sur-Laize.